# (18554) 1997 BO1
(18554) 1997 BO1 est un astéroïde de la ceinture principale d'astéroïdes découvert en 1997.

## Description
(18554) 1997 BO1 a été découvert le 29 janvier 1997 à l'observatoire astronomique d'Ōizumi, situé à Ōizumi, dans la préfecture de Gunma, au Japon, par Takao Kobayashi.

### Caractéristiques orbitales
L'orbite de cet astéroïde est caractérisée par un demi-grand axe de 2,97 UA, un périhélie de 2,72 UA, une excentricité de 0,08 et une inclinaison de 2,40° par rapport à l'écliptique. Du fait de ces caractéristiques, à savoir un demi-grand axe compris entre 2 et 3,2 UA et un périhélie supérieur à 1,666 UA, il est classé, selon la JPL Small-Body Database, comme objet de la ceinture principale d'astéroïdes.

### Caractéristiques physiques
(18554) 1997 BO1 a une magnitude absolue (H) de 13,4 et un albédo estimé à 0,296.